# Johannes Galli (Schauspieler)
Johannes J. Galli (* 1952 in Erbach (Rheingau)) ist ein deutscher Clown, Schauspieler, Regisseur, Unternehmer, Musiker, Filmemacher, Trainer für Körpersprache und Autor.

## Leben und Wirken
Galli studierte in Freiburg im Breisgau Germanistik, Geschichte und Philosophie. Das Studium schloss er mit dem Magister-Titel ab und trat anschließend als Clown zunächst in Kindergärten und als Straßenkünstler auf. In den 1980er-Jahren wurde er als Clown Galli mit dem Clowntheaterstück Amanda bekannt. 1984 gründete er in Freiburg das „Institut für ursprüngliche Theaterkunst“, das von 1986 bis 1989 in der ehemaligen Kapelle Peter und Paul (Freiburg-Sankt Georgen) seine erste Spielstätte hatte und danach als Galli Theater mit eigener Bühnenadresse bis 2014 in Freiburg blieb. Galli zog dann nach Hessen, seitdem hat er seinen Standort im Galli Theater Wiesbaden.
Es folgten weitere Galli Theater-Gründungen in Deutschland, China und den Vereinigten Staaten. 1990 veröffentlichte er sein erstes Buch Clown - Die Lust am Scheitern. 1991 wurde das Theaterstück Die 68er Spätlese im Freiburger Galli Theater uraufgeführt. Galli verarbeitet hier Autobiographisches mit Zeitgeschichtlichem aus der 68er-Studentenbewegung. Das Stück ist neben Männerschlussverkauf, seiner Ehetrilogie und seinen Märchenmusicals Gallis erfolgreichstes Theaterstück.
Johannes J. Galli entwickelte die sogenannte „Galli Methode“, die spontanes Spiel zur Grundlage der Konfliktbewältigung und des persönlichen Wachstums macht, ein eigenes Typenmodell Sieben Kellerkinder und begründete eine eigene Form des Unternehmenstheaters. Zur Galli Gruppe, zu der mehrere Theater im In- und Ausland zählen, gehört auch ein Verlag, der von Galli kreierte Produkte vertreibt. Im Jahr 2000 berichtete die Fernsehdokumentationsreihe  „Lebenslinien“ über das Leben von Johannes J. Galli.
Von 2008 bis 2012 lebte und arbeitete Galli in New York. Seit 2012 lebt und arbeitet er in Wiesbaden. Im Alter von 60 Jahren kam es bei Galli in Folge eines Nierenversagens bei fortschreitender Diabetes-Erkrankung zu einer Gehbehinderung und vollständigen Erblindung. Die Arbeit als Bühnenschauspieler ist ihm seitdem nicht mehr so einfach möglich, trotzdem erlebt er seitdem eine sehr produktive literarische Schaffensphase und führt nach wie vor Regie bei Filmen und Theaterstücken.

## Veröffentlichungen (Auswahl)
- Spielblätter ´92: Schriften zur Theaterschule. Galli Verlag, Freiburg im Breisgau 1992, ISBN 3-926032-39-1.
- Kein und aber: Ein Theaterstück. Galli Verlag, Freiburg im Breisgau 1994, ISBN 3-926032-33-2.
- Hans im Glück: Ein Kindertheaterstück; nach dem gleichnamigen Märchen der Brüder Grimm. Galli Verlag, Freiburg im Breisgau 1994, ISBN 3-926032-09-X.
- Eva und Lilith: Ein Theaterstück. Galli Verlag, Freiburg im Breisgau 1994, ISBN 3-926032-32-4.
- Der Müllvollberg: Ein Kinder-Theaterstück. Galli Verlag, Freiburg im Breisgau 1994, ISBN 3-926032-78-2.
- Der goldene Schlüssel: Ein Theaterstück. Galli Verlag, Freiburg im Breisgau 1994, ISBN 3-926032-13-8.
- Der Froschkönig: Ein Kindertheaterstück; nach dem gleichnamigen Märchen der Brüder Grimm. Galli Verlag, Freiburg im Breisgau 1994, ISBN 3-926032-06-5.
- Das tapfere Schneiderlein: Ein Kindertheaterstück; nach dem gleichnamigen Märchen der Brüder Grimm. Galli Verlag, Freiburg im Breisgau 1994, ISBN 3-926032-10-3.
- Belladonna: Ein Theaterstück. Galli Verlag, Freiburg im Breisgau 1994, ISBN 3-926032-11-1.
- Clown: Die Lust am Scheitern. Galli Verlag, Freiburg im Breisgau 1994, ISBN 3-926032-02-2.
- Körperheimlichkeiten. Galli Verlag, Freiburg im Breisgau 1999, ISBN 3-926032-62-6.
- Dynamisches Erzählen. Galli Verlag, Freiburg im Breisgau 1999, ISBN 3-926032-50-2.
- mit Dina Rees: Menschwerden: Gespräche mit Dina Rees. Galli Verlag, Freiburg im Breisgau 2000, ISBN 3-934861-33-4.
- Interkulturelle Kommunikation und Körpersprache. Galli Verlag, Freiburg im Breisgau 2000, ISBN 3-934861-31-8.
- Entdecke den Clown in dir: Heitere Gelassenheit finden. Herder Verlag, Freiburg im Breisgau; Basel; Wien 2000, ISBN 3-451-05058-7.
- Gedankensprünge auf sich selbst zu. Galli Verlag, Freiburg im Breisgau 2001.
- Alltagsgötter. Galli Verlag, Freiburg im Breisgau 2001, ISBN 3-934861-39-3.
- Märchen und Mythen: Die Sprache der Gefühle. Galli Verlag, Eltville 2002, ISBN 3-934861-55-5.
- Die Galli-Methode als Konfliktlösung. Galli Verlag, Eltville 2002, ISBN 3-934861-50-4.
- Sonnenmond: Das verspielte Paradies. Galli Verlag, Freiburg im Breisgau 2003, ISBN 3-934861-53-9.
- Gedankensprünge über sich selbst hinaus. Galli Verlag, Freiburg im Breisgau 2003, ISBN 3-934861-54-7.
- Die Neun: Eine Erzählung. Galli Verlag, Freiburg im Breisgau 2004, ISBN 3-934861-60-1.
- Die Kunst, sich selbst zu präsentieren. Galli Verlag, Freiburg im Breisgau 2004, ISBN 3-934861-63-6.
- Gedankensprünge durch sich selbst hindurch. Galli Verlag, Erfurt 2005, ISBN 3-934861-64-4.
- Schattenstern: Erfüllte Liebe wird unstillbar. Galli Verlag, Erfurt 2006, ISBN 3-934861-57-1.
- Körpersprache und Kommunikation. Galli Verlag, Freiburg im Breisgau 2008, ISBN 978-3-926032-83-6.
- Selbst bewußt sein: Das Buch der Übungen. Galli Verlag, Freiburg im Breisgau 2009, ISBN 978-3-934861-51-0.
- Kulturschocker. Galli Verlag, Freiburg im Breisgau 2009, ISBN 978-3-940722-23-2.
- Gedankensprünge auf sich selbst drauf. Galli Verlag, Freiburg im Breisgau 2009, ISBN 978-3-940722-13-3.
- Die Liebesschule. Galli Verlag, Freiburg im Breisgau 2009, ISBN 978-3-940722-11-9.
- Der Clown als Heiler. Galli Verlag, Freiburg im Breisgau 2009, ISBN 978-3-926032-65-2.
- Gedankensprünge an sich selbst vorbei. Galli Verlag, Freiburg im Breisgau 2010, ISBN 978-3-934861-65-7.
- Gedankensprünge um sich selbst herum. Galli Verlag, Freiburg im Breisgau 2011, ISBN 978-3-940722-14-0.
- Die sieben Kellerkinder: Die Entdeckung der Kraftquelle (Erster Band). Galli Verlag, Wiesbaden 2011, ISBN 978-3-943072-57-0.
- Gedankensprünge über die anderen hinaus. Galli Verlag, Freiburg im Breisgau 2012, ISBN 978-3-943072-79-2.
- Ring der Clowns: Erzählung. Galli Verlag, Wiesbaden 2013, ISBN 978-3-943072-15-0.
- Max und die Kuh: Eine lustige Geschichte. Galli Verlag, Freiburg im Breisgau 2013, ISBN 978-3-943072-97-6.
- Im Keller: Erzählung. Galli Verlag, Wiesbaden 2013, ISBN 978-3-943072-18-1.
- Flop, das Äffchen: Eine lustige Geschichte. Galli Verlag, Freiburg im Breisgau 2013, ISBN 978-3-943072-95-2.
- Die zwei Bananen: Eine lustige Geschichte. Galli Verlag, Freiburg im Breisgau 2013, ISBN 978-3-943072-93-8.
- Die Schnecke Adele: Eine lustige Geschichte. Galli Verlag, Freiburg im Breisgau 2013, ISBN 978-3-943072-91-4.
- Die Mäusehochzeit: Eine lustige Geschichte. Galli Verlag, Freiburg im Breisgau 2013, ISBN 978-3-943072-92-1.
- Die Geschichte von der Tür: Eine lustige Geschichte. Galli Verlag, Freiburg im Breisgau 2013, ISBN 978-3-943072-96-9.
- Der Pinguin und die Goldfische: Eine lustige Geschichte. Galli Verlag, Freiburg im Breisgau 2013, ISBN 978-3-943072-94-5.
- Clown spielend erlösen. Galli Verlag, Wiesbaden 2013, ISBN 978-3-943072-16-7.
- Rolf-Dieter der Braunbär: Eine lustige Geschichte. Galli Verlag, Wiesbaden 2014, ISBN 978-3-945628-02-7.
- Mein Erbach. Galli Verlag, Wiesbaden 2014, ISBN 978-3-943072-03-7.
- Märchen: Spielend erlösen. Galli Verlag, Freiburg im Breisgau 2014, ISBN 978-3-943072-63-1.
- Körpersprache spielend darstellen. Galli Verlag, Freiburg im Breisgau 2014, ISBN 978-3-943072-27-3.
- Eduard der Maulwurf: Eine lustige Geschichte. Galli Verlag, Wiesbaden 2014, ISBN 978-3-945628-01-0.
- Die Erdbeer-Königin: Erzählung. Galli Verlag, Wiesbaden 2014, ISBN 978-3-943072-04-4.
- Das Egoschwein: Erzählung. Galli Verlag, Wiesbaden 2014, ISBN 978-3-943072-42-6.
- Charly der Regentropfen. Galli Verlag, Wiesbaden 2014, ISBN 978-3-945628-00-3.
- Berthold der Weihnachts-Esel: Eine Weihnachtsgeschichte. Galli Verlag, Wiesbaden 2014, ISBN 978-3-945628-03-4.
- Twiegy: Die Abenteuer der kleinen Giraffe. Galli Verlag, Wiesbaden 2015, ISBN 978-3-945628-08-9.
- Tiere sind auch nur Menschen: Geschichten zur Entspannung des Geistes. Galli Verlag, Wiesbaden 2015, ISBN 978-3-945628-05-8.
- Seelenlichter: ein Traktat. Galli Verlag, Wiesbaden 2017, ISBN 978-3-945628-29-4.
- Persönlichkeit durch Rollenwechsel: Der Kern der Galli Methode. Galli Verlag, Wiesbaden 2017, ISBN 978-3-945628-44-7.
- Menschenskind: Heiter besinnliche Sketche. Galli Verlag, Wiesbaden 2017, ISBN 978-3-945628-33-1.
- Jojo und seine Kellerkinder. Galli Verlag, Wiesbaden 2017, ISBN 978-3-945628-34-8.
- Der Hofnarr: Eine märchenhafte Erzählung. Galli Verlag, Wiesbaden 2017, ISBN 978-3-945628-37-9.
- Papagalli erzählt seine Niederlagen. Galli Verlag, Wiesbaden 2018, ISBN 978-3-96300-027-0.
- Papagalli erzählt seine Liebesabenteuer. Galli Verlag, Wiesbaden 2018, ISBN 978-3-96300-026-3.
- Hampa & die Schnecke Adele: Eine lustige Geschichte. Galli Verlag, Wiesbaden 2018, ISBN 978-3-96300-047-8.
- Bronko & Putzi: Die Geschichte zweier Freunde. Galli Verlag, Wiesbaden 2018, ISBN 978-3-96300-030-0.
- Vom Leben der Dinge: Geschichten zur Entspannung des Geistes. Galli Verlag, Wiesbaden 2019, ISBN 978-3-945628-05-8.
- Papagalli erzählt, wie er Feste feiert. Galli Verlag, Wiesbaden 2019, ISBN 978-3-96300-045-4.
- Papagalli erzählt von seiner Suche nach Existenzberechtigung. Galli Verlag, Wiesbaden 2019, ISBN 978-3-96300-053-9.
- Papagalli erzählt von seinen pädagogischen Versuchen. Galli Verlag, Wiesbaden 2019, ISBN 978-3-96300-050-8.
- Papagalli erzählt über seine politischen Handlungsversuche. Galli Verlag, Wiesbaden 2019, ISBN 978-3-96300-048-5.
- Innehalten: Eine Übung. Galli Verlag, Wiesbaden 2019, ISBN 978-3-96300-052-2.
- Gedankensprünge an allen vorbei. Galli Verlag, Wiesbaden 2019, ISBN 978-3-96300-024-9.
- Die Reise zur Mondkönigin: Ein Kinderbuch für Erwachsene. Galli Verlag, Wiesbaden 2020, ISBN 978-3-945628-40-9.
- Genfieber: Als das Ende seinen Anfang nahm. Galli Verlag, Wiesbaden 2021, ISBN 978-3-96300-063-8.
- Die Neun Quadrat. Galli Verlag, Wiesbaden 2021, ISBN 978-3-96300-102-4.
- Gedankensprünge über alles hinaus. Galli Verlag, Wiesbaden 2022, ISBN 978-3-96300-113-0.
- Sarah. Galli Verlag, Wiesbaden 2023, ISBN 978-3-96300-124-6.